# Palacio Massaini
El Palacio Massaini es un complejo arquitectónico ubicado en una ladera en el área municipal de Pienza.

## Historia
El complejo fue construido en el siglo XVI por la familia Massaini, que le dio nombre, sobre un antiguo castillo preexistente de origen medieval, que pertenecía originalmente a Cacciaconti.
Entre los diversos propietarios que se ha tenido a lo largo de los años, también se encuentra la familia Piccolomini, que también era propietaria del palacio del mismo nombre en Pienza.
Actualmente es el sede de Bottega Verde, una importante marca italiana en el sector de la cosmética. El complejo también alberga una granja.

## Descripción
El complejo arquitectónico está formado por una serie de edificios enfrentados entre sí, que están dispuestos de forma que delimitan un patio interior. Entre ellos cabe destacar la torre, que se eleva a una altura mayor que la de los edificios restantes.
Al noreste del complejo hay un jardín monumental, con macizos de flores y calles dispuestas de manera geométrica.
En la avenida que conduce al palacio se encuentra la capilla de San Regolo y la casa del párroco.